# Melanasomyia flavipalpis
Melanasomyia flavipalpis är en tvåvingeart som beskrevs av Malloch 1935. Melanasomyia flavipalpis ingår i släktet Melanasomyia och familjen parasitflugor. Inga underarter finns listade i Catalogue of Life.